# Irene Hunt
Irene Hunt (2 de fevereiro de 1892 – 13 de outubro de 1988) foi uma atriz norte-americana da era do cinema mudo. Ela apareceu em 120 filmes entre 1911 e 1926.

## Filmografia selecionada
- Almost a Rescue (1913)
- The Life of General Villa (1914)
- The Big Punch (1921)
- Forget Me Not (1922)[3]
- The Eternal Three (1923)
- The Dramatic Life of Abraham Lincoln (1924) com Nancy Hanks Lincoln